# HD 86211
HD 86211，又名CD-40 5626，SAO 221617、HR 3930，是一颗恒星，视星等为6.41，位于銀經270.68，銀緯10.82，其B1900.0坐标为赤經9h 51m 58s，赤緯-40° 10.82′ 57″。